# 王引河
王引河，旧称“王引沟”，原发源于今河南省永城市陈集镇姚楼村，1958年在其北安徽省砀山县南部扒开沉堤，将原属于洪碱河水系的巴清河、大沙河和利民河引入王引河。故现今王引河源自砀山县的陈堤口，东南流经永城市东部地区，沿河南安徽省界，流入安徽省濉溪县境内，东南流至淮北市烈山区古饶镇的大秦家闸经东新建沟汇入沱河。全长80公里，流域面积1241公里。